# 大阿庫利亞湖
55°37′42″N 60°34′24″E / 55.6283°N 60.5733°E
大阿庫利亞湖（俄语：Большая Акуля），是在俄羅斯境內的湖泊，位於該國西南部車里雅賓斯克州，面積6.32平方公里，海拔高度248米，集水區面積200平方公里，平均水深5米，最大水深15米。